# Kingo Nonaka
José Genaro Kingo Nonaka, registrado al nacer como Kingo Nonaka (野中 金吾 Nonaka Kingo), fue un médico japonés-mexicano combatiente durante la Revolución mexicana y más tarde el primer fotógrafo documental de Tijuana.

## Biografía
Nonaka nació en la Prefectura de Fukuoka, Kyūshū, en 1889. En Japón trabajó en el campo y como buzo. Emigró a México a la edad de 17 años, acompañado por un hermano mayor y un tío. Se asentó en Oaxaca, en una plantación de café. Posteriormente, Nonaka embarcó en un viaje de tres meses a los Estados Unidos. En Chihuahua fue acogido por una familia local, quienes finalmente lo adoptaron y lo bautizaron. Más tarde,  aprendió enfermería en un hospital cercano y adquirió una licencia para trabajar.
En 1915 rescató el cadáver de Rodolfo Fierro de la Laguna de Casas Grandes, donde se había ahogado.
Entre 1921 y 1942 se asentó en Baja California. Abrió dos estudios de fotografía en Tijuana. Se naturalizó como ciudadano mexicano en 1924. Durante esta época, Nonaka mostró en sus fotografías un lado diferente de Tijuana, el cual hasta ese momento estaba enfocada en el turismo. Él se dedicó a retratar eventos culturales, cívicos y deportivos. Mostró los cambios que Tijuana experimentó al pasar de una ciudad pequeña a una gran ciudad. Donó más de 300 fotografías al Archivo Histórico de Tijuana y a la Sociedad de Historia de Tijuana.
A raíz de tensiones durante la Segunda Guerra Mundial, Nonaka y otros mexicanos japoneses que vivían en el Noroeste de México fueron forzados a cambiarse a la Ciudad de México por órdenes del Presidente Lázaro Cárdenas del Río.
En 1963 fue reconocido como veterano de la Revolución por el presidente Adolfo López Mateos. En 1972 fue homenajeado por el presidente Luis Echeverría.

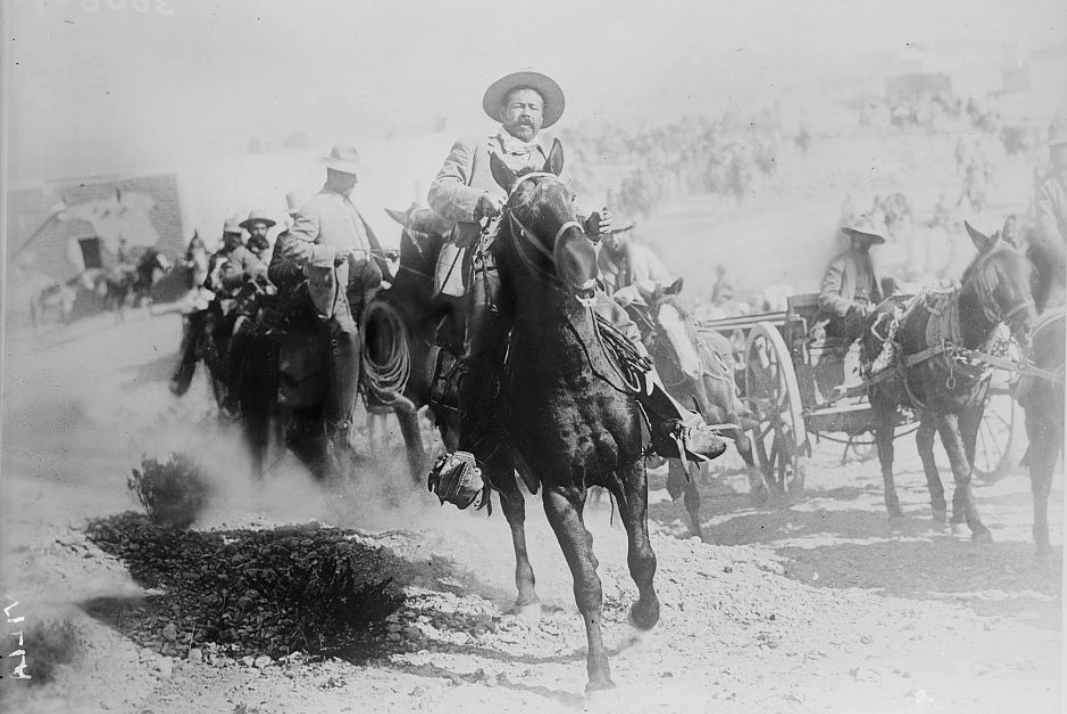
Nonaka aparece en la carreta al lado derecho, Pancho Villa está al centro.

Murió en 1977 y fue sepultado en el Panteón Jardín de la Ciudad de México.

## Carrera militar
Participó en 14 operaciones de combate durante la Revolución: dos con las fuerzas de Francisco I. Madero y 12 con la División del Norte comandada por Pancho Villa. Logró el rango de Capitán en el Batallón de Sanidad de la División del Norte. En septiembre de 1967 le fue otorgada una medalla al mérito por su servicio por el Secretario de Defensa Marcelino García Barragán.